# Sjöbrännsjön
Sjöbrännsjön är en sjö i Härjedalens kommun i Härjedalen och ingår i Ljusnans huvudavrinningsområde. Sjön har en area på 0,0576 kvadratkilometer och ligger 627 meter över havet.

## Delavrinningsområde
Sjöbrännsjön ingår i det delavrinningsområde (690820-141817) som SMHI kallar för Ovan 690557-141511. Medelhöjden är 587 meter över havet och ytan är 39,71 kvadratkilometer. Det finns inga avrinningsområden uppströms utan avrinningsområdet är högsta punkten. Tönningan som avvattnar avrinningsområdet har biflödesordning 3, vilket innebär att vattnet flödar genom totalt 3 vattendrag innan det når havet efter 280 kilometer. Avrinningsområdet består mestadels av skog (62 procent) och sankmarker (32 procent). Avrinningsområdet har 0,05 kvadratkilometer vattenytor vilket ger det en sjöprocent på 0,1 procent.